# ？ (張韶涵專輯)
《？》，為台灣藝人張韶涵發行的第十張錄音室專輯，於2019年12月18日數位發行，2020年3月27日實體發行。由心喜文化出品；台灣地區則由華研國際音樂代理發行。在實體珍藏版的封面與內頁設計中，運用了熱感技術，要用手觸碰或者加以溫度，才能顯現專輯的全貌。

## 專輯介紹
整張專輯以最高標準進行收錄與製作，張韶涵在多首單曲中擔任製作人身份，對歌曲細節的把控，她總是對自己有著更高的要求。錄音、製作、後期均由國內外頂尖音樂人參與其中，共同完成了這張超高水準的A10。
其中專輯設計，是由知名設計師方序中完成，在珍藏版的封面與內頁設計中，運用了熱感技術，充滿質感的設計，也承載了音樂部分的驚喜。專輯名稱為「？」，而熱感效應是要用手觸碰或者加以溫度，才能顯現專輯的全貌，更是呼應了所有的「？」需要我們每個人自己去親身體驗與探索，才能看到不一樣的結果，每一次和《？》的互動，都能再一次聽到自己內心的聲音。觸碰音符的溫度，也觸碰心靈的方向，正是這些連結，巧妙地讓人們感受到音樂帶給人的回應。
數支MV合作中，張韶涵與導演團隊溝通多個腳本與創意，每一次呈現，都追求極致，不論是視覺效果還是技術手段，或是內容概念，都大膽突破傳統，科技與溫度，創新與人文，在一幅幅畫面呈現中，你能看到，這些最用心的表達。不論是「暗黑科技童話」「倒放還原」「多重意向」，這些等等創新與突破，在張韶涵的第十張專輯的MV中，可以看到她不斷嘗試，不斷令人再一次眼前一亮。在藝術造就上，建立既古典又時尚前衛的新東方美學，讓MV不只是MV，更是藝術品，這些MV利用建築本身的結構、利用空間時間的壓縮整合等手段，達到了藝術的探索與突破，更是契合了整張專輯想要表達的種種思考。

## 曲目
| 《？》 | 《？》                                | 《？》      | 《？》           | 《？》                  | 《？》     | 《？》 |
| 曲序   | 曲目                                  |             | 作曲             | 编曲                    | 备注       | 时长   |
| ------ | ------------------------------------- | ----------- | ---------------- | ----------------------- | ---------- | ------ |
| 1.     | 引路的風箏 （The Kite Leads the Way） | 王海濤      | 劉胡軼 李大可    | 劉胡軼                  | 第一波主打 | 4:35   |
| 2.     | 還 （Return）                         | 林喬 劉恩汛 | 佳旺             | James Yeo Kenn C        | 第二波主打 | 4:04   |
| 3.     | 因"我"而起 （All from me）            | 趙泳鑫      | 趙泳鑫           | 周禹成                  | 第四波主打 | 4:05   |
| 4.     | 給還沒出現的你 （Writing to You）     | 王海濤      | 邵豪 Nay Shalom  | 崔迪 萬家銘             |            | 4:09   |
| 5.     | 別 （Don't）                          | 文雅        | 宮閣             | 宮閣                    |            | 4:00   |
| 6.     | 作勢裝腔 （Pretentious）              | 王海濤      | Amir Masoh雅禰而 | Amir Masoh雅禰而 Kenn C |            | 3:48   |
| 7.     | 無度 （Exhaustion）                   | 趙泳鑫      | 趙泳鑫           | 周禹成                  | 第五波主打 | 4:19   |
| 8.     | 常 （As Always）                      | 文雅        | Amir Masoh雅禰而 | Amir Masoh雅禰而 Kenn C |            | 3:57   |
| 9.     | 我 （Me）                             | 王海濤      | 崔迪             | 萬家銘 崔迪             | 第三波主打 | 4:05   |
| 10.    | 河 （River）                          | 倉雁彬      | 倉雁彬           | 陳軍伍                  |            | 4:30   |

## 音樂錄影帶
| 歌名       | 導演          | 備註 |
| ---------- | ------------- | --- |
| 引路的風箏 | 李璇          | |
| 還         | 李璇          | |
| 我         | 劉又年        | |
| 因"我"而起 | 廖人帥 王守婕 | MV融入國際舞蹈大師楊麗萍的作品《平潭映象》 榮獲LAFA 洛杉磯電影獎（Los Angeles Film Awards）最佳MV獎（Best Music Video） |
| 無度       | 黃國豪        | |

## 相關網站
YouTube上的張韶涵頻道